# Bromelina kochalkai
Bromelina kochalkai is een spinnensoort in de taxonomische indeling van de buisspinnen (Anyphaenidae).
Het dier behoort tot het geslacht Bromelina. De wetenschappelijke naam van de soort werd voor het eerst geldig gepubliceerd in 1993 door Antonio D. Brescovit.